# Antipati
Antipati är ett ogillande för någon eller något, den direkta motsatsen till sympati. Även om antipati kan uppstå på grund av tidigare erfarenheter så uppstår det oftast utan att en rationell orsaks- och verkanförklaring existerar bland individerna som är inblandade. Uppkomsten av antipati har därför fått många psykologiska förklaringar, som vissa anses övertygande medan andra ses som högst spekulativa. Sigmund Freud samt Monica A har berört detta ämne. 